# Jebjerg
Jebjerg er en by på halvøen Salling med 1.051 indbyggere  (2024), beliggende 5 km sydøst for Roslev, 23 km sydøst for Nykøbing Mors, 4 km sydvest for Breum og 14 km nord for Skive. Byen hører til Skive Kommune og ligger i Region Midtjylland.
Jebjerg hører til Jebjerg Sogn. Jebjerg Kirke ligger i byen.

## Faciliteter
- Jebjerg Børnehus og Skole har 106 skoleelever, fordelt på 0.-6. klassetrin i ét spor. Eleverne kan tage 7.-9. klasse i Roslev eller Breum. Skolen har 10 ansatte. 34 elever går i SFO'en for elever i 0.-3. klasse.[2] Børnehuset har foruden SFO'en en børnehave for børn i alderen fra 2 år og 11 måneder til skolestart.[3]
- Salling Efterskole er en almen grundtvigsk efterskole med 166 elever i 9. og 10. klasse.
- Jebjerg Ældrecenter blev indviet i 1976 som et amtsplejehjem. I 2005–2009 blev det ombygget, tilbygget og moderniseret. Der er 3 enheder med 12 lejligheder i hver samt en fløj med 5 ældreboliger. En af enhederne fik i 2010 status som demensafsnit.[4]
- Byen har købmand og pizzeria/grillbar.

## Historie

### Jernbanen
Jebjerg fik station på Sallingbanen (1884-1971). Ved banens åbning havde Jebjerg størst trafik, men den blev senere overhalet af Nykøbing Mors og Roslev.
Efter persontrafikkens ophør i 1971 blev stationsbygningen solgt til privat bolig i 1976, men den forfaldt og stod tom i 1990 hvor udhusene og en tilbygning blev fjernet. Hovedbygningen på Jernbanealle 10 blev omdannet til andelsboliger. Den grusbelagte cykel- og vandresti "Salling Natursti", der er anlagt på banens tracé næsten hele vejen mellem Skive og Glyngøre, passerer byen.

### Stationsbyen
I 1901 blev Jebjerg beskrevet således: "Jebjærg (1390: Idebærgh) med Kirke, Præstegd., Skole, Forskole, Folkehøjskole (opr. 1884), Forsamlingshus (opf. 1881), Sparekasse for J.-Lyby Past. (opr. 11/12 1874...Antal af Konti 377), Andelsmejeri. Mølle, Kro, Jærnbane-, Telegraf- og Telefonst. samt
Postekspedition;"

### Grundtvigsk vækkelse
N.K. Glud, der var sognepræst for Jebjerg-Lyby 1873-1920, fik stor betydning for den folkelige og politiske udvikling i Salling. Salling Højskole blev oprettet i byen i 1884. I 1921 blev højskolen omdannet til Salling Ungdomsskole, nu Salling Efterskole, som blev den første efterskole, der havde drenge og piger på samme elevhold.

### Jeppe Aakjær
Forfatteren Jeppe Aakjær boede om sommeren på Jebjerg Mejeri fra 1899 til 1907, hvor han sammen med sin 2. hustru Nanna Aakjær flyttede til deres kunstnerhjem Jenle 5 km øst for byen, hvor der nu er museum. 7. november 2009 blev der rejst en statue af forfatteren foran efterskolen over for mejeriet.

### Kommunen
Lyby Sogn var i 1800-tallet anneks til Jebjerg Sogn og havde altså ikke egen præst. Jebjerg-Lyby pastorat blev grundlaget for Jebjerg-Lyby sognekommune, der fungerede frem til kommunalreformen i 1970 med Jebjerg som hovedby. Ved dannelsen af Sundsøre Kommune i 1970 var Jebjerg den største by i den nye kommune. Men byens vækst blev hæmmet af at den lå i kommunens sydlige udkant. Og de kommunale myndigheder ønskede at Breum, hvor rådhuset lå, skulle vokse.